# باولو ماسارو
باولو ماسارو (بالبرتغالية: Paulo Massaro‏) هو لاعب كرة قدم برازيلي، ولد في 29 ديسمبر 1981 في ريبيراو بريتو في البرازيل. لعب مع أتلتيكو غويانيينسي ونادي بارانا ونادي فاليتا.

## وصلات خارجية
- باولو ماسارو على موقع قاعدة بيانات كرة القدم.إي يو (الإنجليزية)
- باولو ماسارو على موقع Soccerway.com (الإنجليزية)
- باولو ماسارو على موقع عالم كرة القدم.نت (الإنجليزية)